# Scrophularia multicaulis
Scrophularia multicaulis är en flenörtsväxtart som beskrevs av Porphir Kiril Nicolai Stepanowitsch Turczaninow. Scrophularia multicaulis ingår i släktet flenörter, och familjen flenörtsväxter. Inga underarter finns listade i Catalogue of Life.